# سدر ژاپنی
سدر ژاپنی (نام علمی: Cryptomeria japonica) نام یک گونه از سرده کریپتومریا است.